# Uşakspor
Utaş Uşakspor is een Turkse voetbalclub, opgericht in 1967 in de stad Uşak. De club speelt in het rood en zwart. Thuisbasis van Uşakspor is het 1 Eylülstadion.

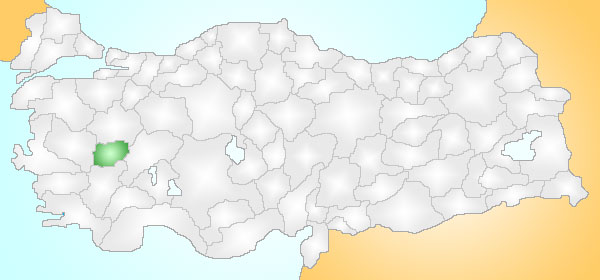
Uşak ligt in de Egeïsche Zeeregio.

## Gespeelde Divisies
TFF 1. Lig: 1967-1968, 1970-1975, 1982-1983, 1987-1988, 2005-2007
TFF 2. Lig: 1968-1970, 1975-1979, 1984-1999, 2001-2005, 2007-2008, 2018-
TFF 3. Lig: 2008-2018

## Bekende (Oud-)Spelers
- Erol Erdal Alkan